# 잭 랩
존 워커 랩(John Walker Lapp, 1884년 9월 10일 ~ 1920년 2월 6일)는 미국의 전 프로 야구 선수로, 메이저 리그 베이스볼(MLB)에서 9년간 포수로 뛰었다. 1908년부터 1915년까지 필라델피아 애슬레틱스에서, 1916년에 시카고 화이트삭스에서 활동했다. 1910년과 1911년, 그리고 1913년에는 애슬레틱스 소속으로 월드 시리즈 우승을 경험했다.